# Mały Jenisej
Mały Jenisej (ros. Малый Енисей, Małyj Jenisiej; tuw. Каа-Хем, Ka-Chem; tuw. Кызыл-Хем, Kyzył-Chem; mong. Шишгэд гол, Sziszged gol; mong. Бага Енисей гол, Bag Jenisej gol) – rzeka w azjatyckiej części Rosji, w Republice Tuwy i Mongolii; jedna ze źródłowych rzek Jeniseju.
Długość rzeki wynosi 563 km, a powierzchnia jej dorzecza – 58 700 km². Źródła znajdują się w Mongolii, w południowej części Kotliny Darchadzkiej, na południowo-zachodnich zboczach gór Nogoon Tajgyn.
Głównym źródłem Małego Jeniseju jest rzeka Gunyn gol, która po przyjęciu z lewej strony głównego dopływu Mungaragijn gol zmienia nazwę na Bachtach gol, a następnie na Sziszged gol.
Początkowo rzeka płynie w kierunku północnym, lecz po przepłynięciu przez jezioro Dood Cagaan nuur skręca na zachód i opuszcza Kotlinę Darchadzką wpływając do wąskiej doliny, która ciągnie się aż do granicy z Rosją; tu rzeka zmienia nazwę na Kyzył-Chiem. Po przyjęciu dużego dopływu Bałyktyg-Chiem zmienia nazwę na Ka-Chiem. W swoim dolnym biegu Mały Jenisej przepływa przez Kotlinę Tuwińską. W Kyzyle łączy się z Wielkim Jenisejem, tworząc Jenisej właściwy.